# Cinema Management Group
Cinema Management Group es una empresa estadounidense ubicada en Beverly Hills, California, que adquiere, licencia y distribuye largometrajes, animación y documentales. La empresa se destaca por su catálogo de largometrajes animados producidos internacionalmente que se venden en los mercados mundiales.

## Historia
La empresa fue fundada en 2003 por Edward Noeltner. En 2004, la empresa adquirió los derechos de la película animada CGI Hoodwinked!: The True Story of Red Riding Hood . CMG amplió su distribución de género con la película independiente Reeker y la secuela No Man's Land: The Rise of Reeker. CMG representa a Moriah Films. Desde 2004, las películas animadas con licencia de CMG han recaudado más de $400 millones en la taquilla mundial.
CMG se destaca por su distribución de películas animadas que abarca películas como Adventures in Zambezia, Hoodwinked!, Khumba, The Legend of Sarila, Ratchet & Clank, Loving Vincent y Saving Santa en las últimas dos décadas.
CMG facilitó la producción conjunta de la película Ainbo: Spirit of the Amazon entre las casas de animación de Perú y Países Bajos. La compañía ha distribuido la película a más de la mitad de los mercados cinematográficos del mundo con un estreno anticipado en 2021. La década de 2020 ha planteado un ligero cambio en la logística debido a la epidemia mundial de 2021. Sin embargo, la compañía está en plena búsqueda de distribuir y producir sus siete largometrajes teatrales animados que se extienden por los continentes. Actualmente en producción para su lanzamiento en la década de 2020 está Ainbo: Spirit of the Amazon ; Seal Team de Triggerfish Studios; Panda Bear in Africa de Katuni y A-Films; Kayarade Tunche Films y Toonz Animation; Canterville Ghost de Toonz Animation y Melmoth Productions, Reino Unido; Princesa orgullosa de Luminar Films; y el Arca de Noé de Symbiosis Technologies y Gullane.

## Ejecutivos
Edward Noeltner es el fundador de Cinema Management Group. Se ha desempeñado como presidente de Senator Films International en Berlín, director de televisión en Pandora Cinema en París, vicepresidente sénior de distribución internacional en AB Svensk Filmindustri en Estocolmo/París y vicepresidente sénior de ventas y distribución en Miramax Internacional en Nueva York. Edward Noeltner ha supervisado las ventas internacionales y la distribución de películas ganadoras de premios de la Academia como Chicago, The Hours, Frida, Shine, Kolya, Under The Sun y Tango.

## Expansión
En 2008, el productor de cine Gray Frederickson (El Padrino) negoció la venta de acciones de CMG a The Cleveland Family Trust, administrado por Brian y Jason Cleveland para establecer el Fondo de Adquisiciones de CMG.

## Filmografía

### Películas animadas
- Adventures in Zambezia[9]
- The Adventures of the Little Prince[10]
- My Big Big Friend: The Movie
- Hoodwinked!
- Khumba[11]
- Killer Bean Forever[12]
- The Legend of Sarila[13]
- The Littlest Angel[14]
- Louis La Chance[15]
- Ratchet & Clank[16]
- Trunk Train: The Movie
- Saving Santa[17]
- Ainbo: Spirit of the Amazon
- Seal Team
- The Canterville Ghost
- Proud Princess
- Panda Bear in Africa
- Noah's Ark
- Charlie the Wonderdog
- Anittinha's Club: The Movie
- Abah and his Band

### Películas
- American Violet[18]
- Blood and Bone
- Blood Out[19]
- Brotherhood[20]
- Carjacked[21]
- The Collection[22]
- The Collector[23]
- Creature[24]
- DeadHeads[25]
- Demoted
- The Devil's Hand[26]
- Eden[27]
- Get Lucky[28]
- Go for Sisters[29]
- The Haunting of Molly Hartley
- Hollywood Sex Wars
- House of the Rising Sun
- The Hunted[30]
- Iraq for Sale: The War Profiteers
- Kelin[31]
- Liars All[32]
- No Man's Land: The Rise of Reeker
- No Tell Motel[33]
- Owl and the Sparrow
- The Perfect Host[34]
- Pick Pocket (también conocido como Loosies)
- Plastic[35]
- Reaching for the Moon[36]
- Reeker
- Silent House
- Still Mine[37]
- A Stranger in Paradise[38]
- The Treatment[39]
- Under Still Waters[40]

### Documentales
- My Way
- One to One: John & Yoko
- Luther: Never Too Much
- Luiz Melodia - Within the Heart of Brazil
- So Long
- All Together Now (con licencia anterior)
- The Choir
- Forks Over Knives
- Gasland
- Good Hair
- Revolution
- The Trials of Darryl Hunt
- An Unlikely Weapon[41]

#### Películas de Moriah
- Echoes that Remain
- Ever Again
- Genocide
- I Have Never Forgotten You
- In Search of Peace[42]
- It Is No Dream
- Liberation
- The Long Way Home[43]
- The Prime Ministers
- Unlikely Heroes
- Winston Churchill: Walking with Destiny